# Akobo (ort)
Akobo är en ort i Sydsudan. Den ligger i länet med samma namn i delstaten Jonglei, i den östra delen av landet, 400 km norr om huvudstaden Juba. Akobo är länets administrativa och kommersiella huvudort. Orten har en flygplats och ett sjukhus.